# Im Woog von Hainstadt
Das Naturschutzgebiet Im Woog von Hainstadt (NSG-Kennung 1438019) liegt im hessischen Landkreis Offenbach. Es umfasst einen rund 14 Hektar großen Waldbestand, welcher sich im Stadtgebiet von Hainstadt befindet.

## Gebietsbeschreibung
Das Naturschutzgebiet liegt im Nordwesten von Hainstadt. Im Westen grenzt es an den Wildpark Alte Fasanerie an. Der Woog von Hainstadt besteht aus Feuchtgrünland, Röhricht, Magerwiesen, Streuobstbeständen, Brachflächen und Laubwald bietet ein Nahrungsbiotop für Greifvögel: Mäusebussard, Habicht, Turmfalke, Schwarzmilan und Rotmilan, sowie auch für Steinkauz, Waldohreule und Waldkauz. Leider konnten jahrelang im NSG festgestellte Bruten von Steinkauz, Wendehals und Neuntöter in letzter Zeit nicht mehr bestätigt werden. Der Pirol ist immer noch regelmäßiger Brutvogel.

## Schutzzweck
Zweck der Unterschutzstellung ist es, einen besonders arten- und strukturreichen Teil eines ehemaligen Mainarmes mit kleinräumigem Nebeneinander von Feuchtgrünland, Laubwald, Streuobstwiesen und Brachflächen als Lebensraum zahlreicher gefährdeter Tier- und Pflanzenarten im Naturraum Östliche Untermainebene zu erhalten und zu sichern.